# Avenue de la République (Vincennes)
Pour les articles homonymes, voir Avenue de la République.
L'avenue de la République est une voie de communication de Vincennes. Elle suit le tracé de la route départementale 220.

## Situation et accès
Cette avenue est desservie par la station de métro Bérault de la ligne 1 du métro de Paris et par la gare de Vincennes sur la ligne A du RER, dont elle franchit les voies ferrées peu après son commencement.
Elle croise ensuite la rue de Fontenay (route départementale 143A) à la place de la Bascule, ainsi nommée car s'y trouvait une bascule destinée à la pesée des denrées du marché de Vincennes.

## Origine du nom
Elle rend honneur à la Troisième République et plus généralement à la République Française.

## Historique
Cette avenue qui fut appelée en 1861, « rue Bérault », du nom de Michel Bérault (1796-1871), d’une très vieille famille vincennoise, adjoint au maire de la ville a pris sa dénomination actuelle en 1879.